# Fysikaliskt system

En väderkarta som ett exempel på ett fysikaliskt system.

Ett fysikaliskt system är inom fysiken en del av det fysiska universum som valts ut för att studeras. Allting utanför systemet kallas för omgivning. Uppdelningen i system och omgivning är godtycklig och görs av den som studerar systemet. Till exempel kan en sjö ses som ett fysikaliskt system, men även varje enskild vattenmolekyl i sjön kan ses som ett system.
I klassisk fysik finns två typer av fysikaliskt system: slutna system som inte interagerar med omgivningen och öppna system som gör det. Inom termodynamiken finns det istället tre typer av system: isolerade system som inte interagerar med omgivningen, slutna system som kan ha värmeutbyte men inte partikelutbyte med omgivningen och öppna system som kan ha all typ av utbyte med omgivningen.